# Кружево Хонитон

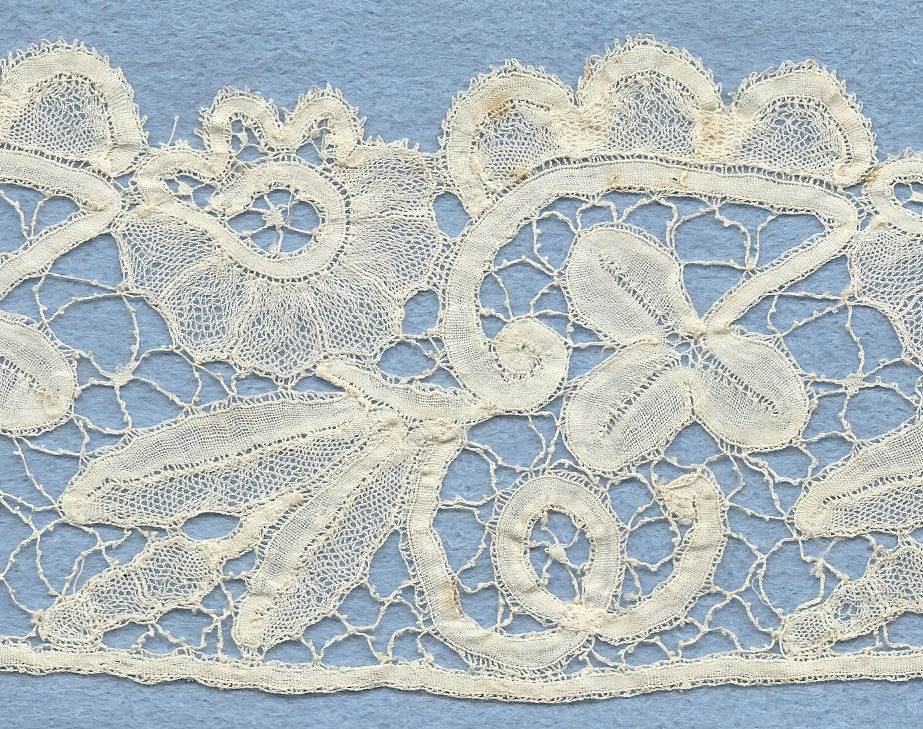
Кружевная окантовка из хонитонского кружева

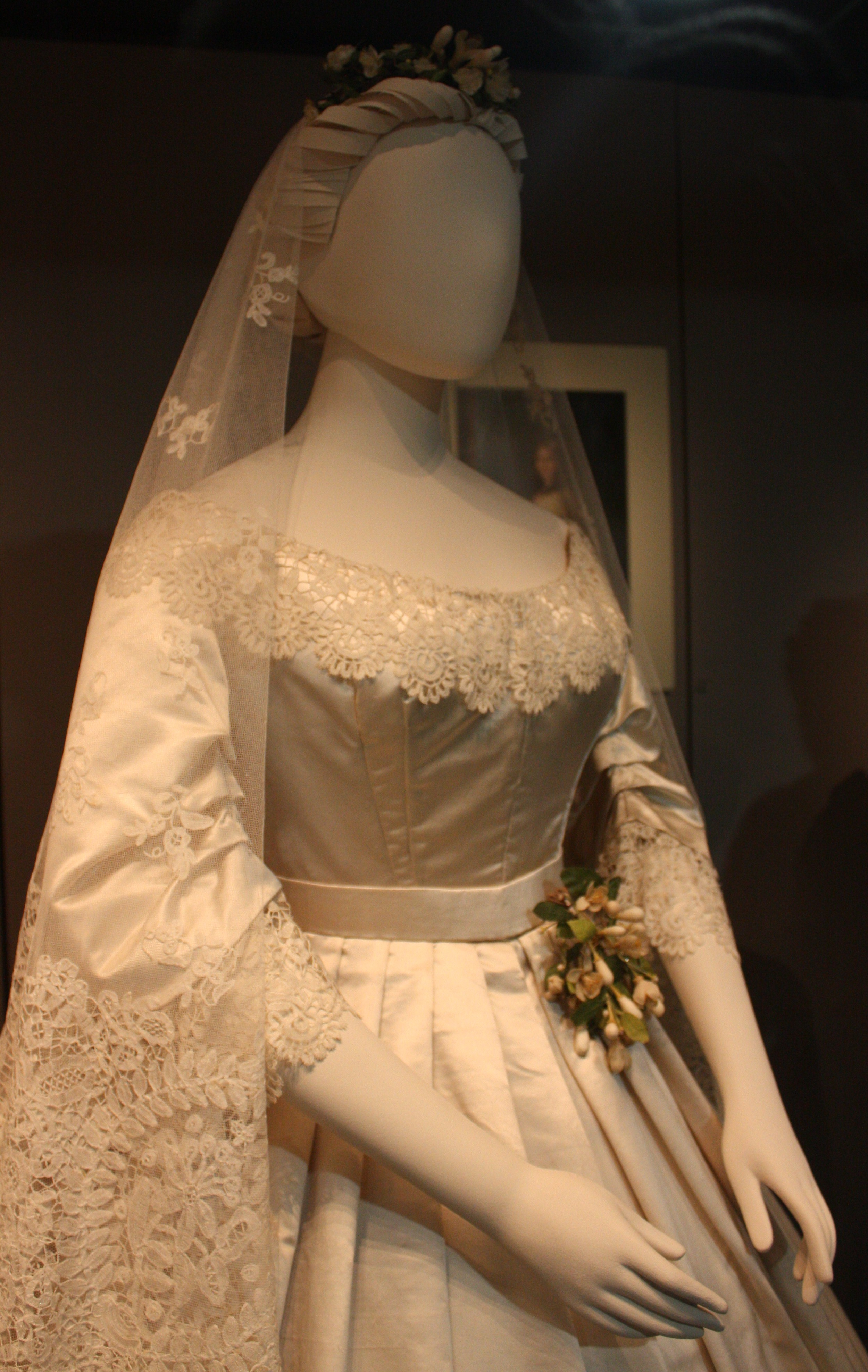
Свадебное платье 1865 года, отделанное кружевом Хонитон

Кружево Хонитон — разновидность коклюшечного кружева, производимого в Хонитоне, Ист-Девон, Великобритания. Изначально узоры хонитонского кружева были сосредоточены на завитках и изображениях природных объектов, таких как цветы и листья.
Английское кружево делали при помощи коклюшек из тонких льняных нитей, часто соединяя его шёлковым шифоном, который служил основой.

## Характеристики
Кружево хонитон является секционным кружевом. Его витиеватые мотивы и сложные узоры создаются отдельно, а затем вшиваются в сетчатую основу. Общие мотивы включают маргаритки, розы, трилистники, листья плюща, бабочки, лилии, камелии, вьюнки, маки, переступень, антверпенские бриллианты, трилистники, папоротники и желуди.

## Происхождение и история
Существует версия, что искусство плетения кружев было принесено в Хонитон, Англия, фламандскими беженцами в середине-конце XVI века. На старом надгробии в городе написана информация о некоем Джеймсе Родже, которого называют «продавцом костяных кружев», умершем в 1617 году; неизвестно, эмигрировал ли он из Фландрии или нет.
В ранний период (ок. 1620—1800 гг.) веточки различной конструкции обрабатывались вручную отдельно от сетки, а затем собирались вместе ближе к концу производства. Позже (ок. 1800—1840 гг.) кружево Хонитон ручной работы устарело в связи с изобретением сетки машинного производства, производство которой было намного дешевле.

Историк Эмили Джексон описывает изменения дизайна, вызванные удобством этого подхода:
«Во время этой депрессии была любопытная волна небрежного проектирования и нехудожественных методов, и уродливые узоры изображали „индюшачьи хвосты“, „сковородки“ и сердца. Ни лист, ни цветок не были скопированы с натуры».
 Кружево ручной работы стало популярно в XIX веке, когда королева Виктория заказала свадебное платье с отделкой из хонитонского кружева. Оборки из хонитонского кружева она позднее использовала для отделки других платьев, а также заказала в 1841 году крестильное кружевное платьице для своего первенца. И по сей день благодаря королеве Виктории этот вид кружева является любимым кружевом королевского двора.
Возрождение в XIX веке произошло так быстро, и спрос был так велик, что кружева более дешёвого качества производились в больших количествах. Из-за массового спроса эти более дешёвые изделия имели более простую конструкцию из-за скорости производства. Определяющими рисунками кружева в то время были «листья, цветы и [и] свитки. . . [которые] выглядят максимально естественно».
Кружево Хонитон XIX века включает в себя множество стежков, в том числе: цельный стежок, стебельный стежок, кружевной стежок, волокнистый стежок, длинные плетения, квадратные плетения, широкие / огуречные плетения, хонитонская земля, звездная земля, дама Джоан земля, стежок с пряжкой, фламандский стежок, поворотный стежок, клетчатый стежок, волоконный стежок и антверпенский ромбовидный стежок.

## Современность
Существует документальный фильм «Swisstulle. Honiton Lace Industry -ITV News», в котором рассказывается, что в Великобритании, как и в России также представлен художественный промысел кружевоплетения